# Celestino Celio
Celestino Celio (San Martino di Venezze, 20 maggio 1925 – Fossalta di Portogruaro, 26 gennaio 2008) è stato un calciatore e allenatore di calcio italiano, di ruolo interno destro.

## Carriera
Con il Padova disputò i campionati dal 1946-47 al 1950-51. Giocò quindi nel Genoa, nel Milan, nella Roma e nell'Inter nel Catania e nella Salernitana prima di tornare al Padova nel 1958-59. Concluse la carriera di calciatore nel 1964-65 nel Rovigo, nel doppio ruolo di allenatore e giocatore.
Ha indossato la maglia della Nazionale italiana in una occasione, il 5 dicembre 1954 in una partita amichevole contro l'Argentina disputata a Roma.
Dal 1969 al 1971 fu allenatore del San Donà, incarico da cui poi venne sollevato.

## Statistiche

### Cronologia presenze e reti in nazionale
| Cronologia completa delle presenze e delle reti in nazionale ― Italia | Cronologia completa delle presenze e delle reti in nazionale ― Italia | Cronologia completa delle presenze e delle reti in nazionale ― Italia | Cronologia completa delle presenze e delle reti in nazionale ― Italia | Cronologia completa delle presenze e delle reti in nazionale ― Italia | Cronologia completa delle presenze e delle reti in nazionale ― Italia | Cronologia completa delle presenze e delle reti in nazionale ― Italia | Cronologia completa delle presenze e delle reti in nazionale ― Italia |
| Data                                                                  | Città                                                                 | In casa                                                               | Risultato                                                             | Ospiti                                                                | Competizione                                                          | Reti                                                                  | Note                                                                  |
| --------------------------------------------------------------------- | --------------------------------------------------------------------- | --------------------------------------------------------------------- | --------------------------------------------------------------------- | --------------------------------------------------------------------- | --------------------------------------------------------------------- | --------------------------------------------------------------------- | --------------------------------------------------------------------- |
| 5-12-1954                                                             | Roma                                                                  | Italia                                                                | 2 – 0                                                                 | Argentina                                                             | Amichevole                                                            | -                                                                     |                                                                       |
| Totale                                                                |                                                                       | Presenze                                                              | 1                                                                     |                                                                       | Reti                                                                  | 0                                                                     |                                                                       |

## Palmarès

### Giocatore

#### Competizioni nazionali
- Serie B: 1

Padova: 1947-1948